# Merochlorops nigritibus
Merochlorops nigritibus är en tvåvingeart som beskrevs av Cherian 1991. Merochlorops nigritibus ingår i släktet Merochlorops och familjen fritflugor. Inga underarter finns listade i Catalogue of Life.